# On the Resting-Places of the Saints
On the Resting-Places of the Saints (letteralmente: "Circa i luoghi di sepoltura dei santi") è il titolo dato all'insieme di due testi medievali, conosciuti anche come Þá hálgan e Secgan, che ci sono pervenuti in forma di manoscritti scritti in latino e inglese antico, i più antichi dei quali risalgono alla metà dell'undicesimo secolo. Il Secgan è così chiamato poiché nel suo incipit in inglese antico si legge: "Secgan be þam Godes sanctum þe on Engla lande aerost reston" (letteralmente: "Il racconto dei santi di Dio che per primi furono sepolti in Inghilterra") ed è di fatto un elenco di cinquanta luoghi in cui sono presenti santuari e reliquie di santi anglosassoni. Il Þá hálgan (pronunciato "thar halgan") è una versione della cosiddetta Kentish Royal Legend, il suo incipit, ossia: "Her cyð ymbe þa halgan þe on Angelcynne restað" (letteralmente: "Qui [segue] una relazione sui santi che riposano in Inghilterra"), sembra infatti essere comune per i due testi, essendo di fatto la Leggenda reale del Kent un racconto riguardante la discendenza del re del Kent Etelberto I, che contava un gran numero di santi e fondatori di monasteri.

## I manoscritti
Si ritiene che i due testi oggi conosciuti come "Þá hálgan" e "Secgan" ci siano pervenuti grazie a una serie di copie manoscritte risalenti all'undicesimo secolo di due testi precedenti scritti in inglese antico. Si ritiene che la parte più vecchia del volume conosciuto come Stowe MS 944, (folia 29v-39r), risalga a poco dopo il 1031. 
Stowe MS 944: è un volume rilegato oggi custodito nella British Library, le cui pagine scannerizzate sono consultabili sul sito della British Library Online. Il manoscritto inizia con una storia dell'abbazia di Hyde, a Winchester, scritta nel 1771, seguita da un'ampia collezione di documenti originali molto più antichi. C'è poi una selezione di disegni medievali seguita da un Liber vitae scritto nel 1031 che contiene una lista di confratelli e benefattori dell'abbazia benedettina chiamata New Minster (letteralmente: "Nuovo monastero"), sempre a Winchester, e altri testi storiografici, incluso un testamento di re Alfredo. I due documenti sopraccittati, il 'Þá hálgan' e il 'Secgan', originariamente composti separatamente, sono qui copiati all'interno dello stesso manoscritto in inglese antico recante il titolo "On the Resting-Places of the Saints". Tuttavia, è in realtà soltanto il secondo che include una vera e propria lista di santi; il primo, infatti, menziona sì una serie di santi, particolarmente quelli legati al regno del Kent, ma con uno stile più vicino all'agiografia, in quanto parte di una narrazione della Leggenda reale del Kent. 
Her Cyðymbe þa halgan þe on Angel cynne restað. (Un trattato sulla famiglia dei re del Kent, i santi ad essa appartenenti e le opere di questi.) (ff. 34v-36v).
Her onygynð secgean be þam Godes s[an]c[tu]m þe on engla lande ærest resto. (Un trattato, in continuazione del precedente, che elenca i luoghi e le adiacenti sorgenti, in Inghilterra, e uno in Irlanda, dove sono situati i resti dei santi di Dio.) (ff. 36v-39r).
CCCC 201: Il CCCC 201 è un set di tre volumi di manoscritti contenente un totale di 96 testi scritti da diverse mani. I testi sono per la maggior parte scritti in inglese antico e il primo di questi riporta le "Omelie di san Vulstano". Oggi il CCCC 201 è conservato alla Parker Library del Corpus Christi College di Cambridge.
Vitellius D: Una terza versione in inglese antico dei due documenti era inclusa nel volume denominato Vitellius D. xvii e conservato alla Cotton library di Londra. Sfortunatamente l'intero volume è andato perso nell'incendio del 1731.
Vitellius A3: Questo volume contiene una delle diverse traduzioni in latino dei testi in inglese antico. Sopravvissuto all'incendio del 1731, è oggi conservato alla Cotton library. Sia la versione in latino che quella in inglese antico sono state pubblicate nel 1889 dal tedesco Felix Liebermann con il titolo "Die Heiligen Englands: Angelsächsisch unt Lateinisch", un volume in tedesco che rimane a tutt'oggi l'unica versione pubblicata di questi testi.

## Þá hálgan
Il "Þá hálgan", (pronunciato "Thar Halgan") è una versione di un più vasto gruppo di testi denominato "Kentish Royal Legend" e riguarda i primi re cristiani del regno anglosassone del Kent e i membri delle loro famiglie, comprese le loro azioni religiose, a cominciare dal battesimo di Etelberto I ad opera di Agostino avvenuto nel 597. Il testo ripercorre le vite delle quattro generazioni seguenti a Etelberto spaziando su tutto il settimo secolo e quindi sull'intero periodo della cristianizzazione dell'Inghilterra anglosassone. Oltre ad un'esaustiva genealogia in cui vengono elencati anche i matrimoni dei membri della famiglia reale del Kent con i membri delle famiglie reali dei regni di Mercia, di Northumbria e dell'Anglia orientale, il testo racconta anche della fondazione dell'abbazia di Minster-in-Thanet, strettamente legata all'assassinio dei due principi martiri Etelberto ed Etelredo, fratelli della fondatrice dell'abbazia, Domne Eafe.
Questa particolare versione della "Leggenda" menziona molti santi collegati al regno del Kent e i loro relativi luoghi di sepoltura, risultando complementare al "Secgan", che invece ha poche voci, nella sua lista, riguardanti santi provenienti da questo regno.

## Secgan
Il "Secgan" è una lista di 54 luoghi in Inghilterra in cui sono situati i resti di un totale di 89 santi, 79 dei quali sono stati attivi nel paese.

Ogni elemento della lista è introdotto dal termine Ðonne, ad esempio: 
 Ðonne resteð sanctus Congarus confessor on Cungresbirig (37b, "poi, san Congar il confessore giace a Congresbury")
in molti casi il sito è più precisamente specificato da indicazioni topografiche, nella maggior parte dei casi un fiume, ad esempio:
Ðonne resteð sanctus Iohannes biscop on þare stowe Beferlic, neah þare ea Hul (5a, "poi, san Giovanni di Beverley riposa nel sito diBeverley, vicino al fiume Hull").
In aggiunta alle due versioni in inglese antico, c'è anche un gran numero di manoscritti in latino. Molti di questi sembrano essere traduzioni di liste in inglese antico già in nostro possesso, mentre altri sembrano derivare da elenchi più antichi ormai andati perduti. L'elenco sotto riportato è una somma dei nomi e dei luoghi che appaiono nelle liste in inglese antico e dal Secgan in latino del manoscritto 'V' riportato nel Liebermann.

### Lista dei santi e dei loro luoghi di sepoltura
|     | Nome del santo | Nome del santo | Nome del santo | Luogo di sepoltura | Luogo di sepoltura | Luogo di sepoltura | Luogo di sepoltura | Note                                                                     |
| 1   | Forma moderna | Inglese antico | Latino | Città o villaggio | Chiesa | Inglese antico | Latino | Note                                                                     |
| --- | --- | --- | --- | --- | --- | --- | --- | ------------------------------------------------------------------------ |
| 2   | * Albano d'Inghilterra | Sanctus Albanus, Martir | Sanctus Albanus, Martyr | St Albans | Cattedrale di St Albans | Wætlingeceastre | Wætlingeceastre | Sul fiume Ver (Wærlame).                                                 |
| 3   | * Columba di Iona | Columcylle | Sanctusque Columkille | Dunkeld | Cattedrale di Dunkeld | Duncachán | Duncabeam | Sul fiume Tay (Tau).                                                     |
| 4   | * Cutberto di Lindisfarne | Cuthberhtus | Beatus Cuthbertus | Durham & Northam, Devon | Cattedrale di Durham | Dunhólm (Nello Stowe appare come Ubbanford) | Menzionato sia come Dunholm che come Ubbanford | Sul fiume Tweed (Twiode).                                                |
| 5   | * Osvaldo di Northumbria | sancte Oswald | sancti Oswaldi regis et martyris | Bamburgh, Durham, Gloucester | | Bebbanbyrig; mid sancte Cuðberhte; Gleaweceastre | Bebbanberig; beati Cuthberti; Gleaweceastre | Il corpo, la testa e il braccio destro sono andati persi.                |
| 5a  | * Giovanni di Beverley | Iohannes, biscop | Johannes, episcopus | Beverley | Cattedrale di Beverley | Beferlic | Beverlic | Fiume Hull (Húl).                                                        |
| 6   | * Egberto di Ripon, * Vilfrido di York, * Vitburgo | Ecgbriht, Wilferð, Wihtburh | Ecgbertus, Wilfridus, Eihtbuerga | Ripon | Cattedrale di Ripon | Riopum | Hryopan | Fiume Ure (Earp).                                                        |
| 6a  | * Ceadda di Mercia * Cedda * Ceatta | Ceadda, Cedde, Ceatta | Ceadda, Cedde, Ceatta | Lichfield | Cattedrale di Lichfield | Licetfeld | Licetfeld | Fiume Tame (Tamer).                                                      |
| 7   | * Ibaldo di Lindsey | Higebold on Lindesige | Higeboldus apud Lindesige | Hibaldstow | Chiesa di Sant'Ibaldo, Hibaldstow | Cecesége | Cecesege | Fiume Ancholme (Oncel).                                                  |
| 8   | * Etelredo dell'Anglia orientale, * Santa Ostrida, * Sant'Osvaldo di Northumbria | Æþered, Ostryð, Oswoldes | Æðælredus | Bardney | Abbazia di Bardney | Bardanege | Bardanig | Fiume Witham (Wiðma).                                                    |
| 9   | * Edburga di Southwell/Repton | Eadburh | Ædburh | Southwell | Cattedrale di Southwell | Suðwillum | Suðwillan | Sul fiume Trent (Trionte). Essa fu badessa di Repton e amica di Guthlac. |
| 10  | * Guthlac di Crowland | Guðlac | Guthlacus | Crowland | Abbazia di Crowland | Crúland | Cruland | Fens (Girwan Fænne).                                                     |
| 11  | * Almondo di Derby | Ealhmund | Ælhmundus | Derby | Chiesa di Sant'Alhmund di Northumbria (sito) | Norðworþig | Norðwerðig | Sul fiume Derwent (Deorwentan).                                          |
| 12  | * Botulfo | Botulf | Botulphus | Peterborough | | Medeshamstede | Medeshamstede | Sul fiume Nene (Nén).                                                    |
| 13  | * Etelberto II dell'Anglia orientale | Æþelbriht | Æðbertus | Hereford | Cattedrale di Hereford | Hereforda | Hereford | Sul fiume Wye (Weæge).                                                   |
| 14  | * Cetta di Oundle | Cett | Ceat | Oundle | Monastero di Oundle | Undola | Undola | Sul fiume Nene (Nén).                                                    |
| 15  | * Mildburga di Wenlock | Mildburh | Mildburga | Much Wenlock | Prioria di Wenlock | Wenlocan | Winlocan | Fiume Severn (Sæfern).                                                   |
| 16  | * Wigstano (Wistan) | Wigstan | Wigstanus | Repton | Prioria di Repton | Hreopedune | Reopedune | Fiume Trent (Treonte).                                                   |
| 17  | * Diuma | Dioma | Dionia | Charlbury | Chiesa di Santa Maria vergine | Ceorlingcburh | Ceorlingburh | Fiume Windrush (Wenrisc).                                                |
| 18  | * Editta di Polesworth | Eadgið | Eadgyð | Polesworth, Warwickshire | Abbazia di Polesworth | Polleswyrð | Polleswyrð | Fiume Anker (Oncer).                                                     |
| 19  | * Rumwoldo di Buckingham | Rumwold | Rumwoldus | Buckingham | Vecchia chiesa parrocchiale, Buckingham | Buccingaham | Buckingaham | Fiume Ouse (Usan).                                                       |
| 19a | * Etelberto di Bedford | Æþelbyrht | Æþelbertus | Bedford | Sconosciuto | Bydanford | Bedanford | Fiume Ouse (Usan).                                                       |
| 20  | * Etelredo di Leominster | Æþelred | Æðelredus | Leominster | Abbazia di Leominster | Leomynstre | Leomenstre | Fiume Lugg (Lucge).                                                      |
| 21  | * Edmondo dell'Anglia orientale | Ædmund | Ædmundus | Bury St Edmunds | Cattedrale di St Edmundsbury | Beadriceswyrðe | Beadricesweorðe | Nell'Anglia orientale (Eastenglum).                                      |
| 22  | * Osgida | Osgið | Osgyð | St Osyth (Chich), Essex | Prioria di St Osyth | Cicc | Cice | Vicino al mare, nel monastero di San Pietro.                             |
| 23  | * Etelburga di Barking | Æþelburh | Æðelburga | Barking | Abbazia di Barking | Beorcyngan | Bercinge | Fiume Thames (Tæmese).                                                   |
| 23b | * Earconvaldo di Londra | Erconwald | Erconwaldus | Londra | Antica cattedrale di San Paolo | Lundenbirig | Civitate Lundonia. |                                                                          |
| 24  | * Neot | Neót | Neot | St Neots | Prioria di St Neots | Eanulfesbirig | Eanulfesberig | Vecchio amico di Alfredo il Grande.                                      |
| 25  | * Ivo di Ramsey * Etelberto * Etelredo | IÚa, Æþelred, Æþelbriht | Ivo, sanctique fratres Æðelredus & Æðelbertus | Ramsey | Abbazia di Ramsey | Ramesige | Ramesige | Nel monastero chiamato Barnesige.                                        |
| 26  | * Fiorenzo di Peterborough * Kyneswida, * Kyneburga | Florentius, Cynesweoð, Cyneburh | Florentius, Kineswiða, Cyneburga | Peterborough | Abbazia di Peterborough | Burh | Burh | E molti altri nel monastero.                                             |
| 27  | * Botulfo di Thorney, * Adulfo, * Huna di Thorney, * Tancred, * Tortredo, * Erefrido di Thorney, * Cissa di Crowland, * Benedetto Biscop, * Tova                                      | Botulf, Aðulf, Huna, þancred, Torhtred, Hereferd, Cissa, Benedictus, Toua | Botulfus, Adulfus, Huna, Pancredus, Torhtredus, Herefridus, Cissa, Benedictus, Tova                                                                                           | Peterborough | Abbazia di Thorney | þornige | þornege |                                                                          |
| 28  | * Vincentius | Uincentius | | Abingdon-on-Thames | Abbazia di Abingdon | Abbandune | | Uincentius martire.                                                      |
| 29  | * Dunstano di Canterbury & * Agostino di Canterbury | Dunstanus, Agustinus | Augustinus, Dunstanus | Canterbury | Abbazia di Sant'Agostino | Cantwabyrig | Cantuarberig | Altri santi riposano nella cattedrale della città.                       |
| 30  | * Paolino di York | Paulinus | Paulinus | Rochester | Cattedrale di Rochester | Rofeceatre | Roueceastre |                                                                          |
| 31  | * Birino di Dorchester, * Hædde, * Svitino di Winchester, * (Etelwoldo di Winchester), * (Elpegio di Winchester), * (Beornstano di Winchester), * (Fritestano), * Giusto di Beauvais. | Birinus, Hæddæ, Swiðun, (Aþelwold), ,(Æltheah), (Birnstan), (Friðestan), Iustus                                                                                               | Birinus, Hædda, Swiðunus, Iustus martyr | Winchester | Vecchio Monastero, Winchester | Winceastre on Ealdan Mynstre | Aeldermynster apud civitatem Wintonian | [ note 9 ]                                                               |
| 32  | * Giudoco, * Grimbaldo | Iudicus, Grimbadlus | Iudicus, Grimbadlus | Winchester | Cattedrale di Winchester | Niwan mynstre | Niwemenster | Il nuovo monastero di Winchester (iniziato nel 1079).                    |
| 33  | * Eadburga di Winchester | Eadburh | Ædburh | Winchester | Abbazia di Santa Maria | nunnan minstre | Nunneminster | Nella stessa città.                                                      |
| 34  | * Merwinna, * (Batilde), * (Etelfledo di Romsey) | Mærwyn, (Balthild), (Æthelflæd) | Merwinna | Romsey | Abbazia di Romsey | Rumesige | Rumesige | Vicino al Fiume Test.                                                    |
| 35  | * Ivio, * Editta di Wilton | Iwi, Eadgið | Iwig, Eadgiða | Wilton | Abbazia di Wilton | Wiltune | Wiltune |                                                                          |
| 36  | * Edoardo II d'Inghilterra, * Elgiva di Shaftesbury | Eadweard cyningc, Ælfgiuu | Ædwardus rex, Ælfgyfa | Shaftesbury | Abbazia di Shaftesbury | Sceaftesbirig | Sceaftesbyrig |                                                                          |
| 37  | * Aidano di Lindisfarne, * Patrizio | Aidanus, Patricius | Aidanus, Patricius | Glastonbury | Abbazia di Glastonbury | Glæstingabirig | Glæstingabyrig |                                                                          |
| 37b | * Concario di Congresbury | Congarus | Congarus | Congresbury, Somerset | | Cungresbirig | Cungresbyrig | Congarus confessare.                                                     |
| 38  | * Sativola (Sidwell) | Sidefulla | Sydefulla | Exeter | Cappella di St Sidwell(?) | Exanceastre | Exanceastre |                                                                          |
| 39  | * Romano di Tavistock | Rumonus | Romanus | Tavistock | Abbazia di Tavistock | Tæuistoce | Tæfistoce |                                                                          |
| 40  | * Petroco | Petrocus | Petrocus | Padstow (Pedrocstowe) | Monastero di Lanwethinoc | Westwealum | Westwealum | Presso un braccio di mare chiamato Eglemouth (Hægelmuða).                |
| 41  | * Maildubo, * Aldelmo di Malmesbury, * Giovanni Scoto Eriugena | Mæildul, Aldhelmus, Iohann se wisa | Maildubus, Aldelmus, Iohannus sapiens | Malmesbury | Abbazia di Malmesbury | Ealdelmesbirig | Aldelmesberig |                                                                          |
| 42  | * Osvaldo di Worcester | Oswaldus | | Worcester | Cattedrale di Worcester | Wigeraceastre | | E molti altri santi vescovi con lui.                                     |
| 43  | * Egvino di Evesham | Egwinus, bisceop on Eoveshamme | Ecgwinus | Evesham | Abbazia di Evesham | Eoveshamme | Efesham | Sul fiume Afon (Aféne).                                                  |
| 44  | * Chenelmo | Kenelm | Kynelmus | Winchcombe | Abbazia di Winchcombe | Winclescumbe | Winclescumbe |                                                                          |
| 45  | * Cutburga | Cuðburh | Cuðburh | Wimborne Minster | Parrocchia di Wimborne Minster | Winburnem Mynstre | Winburnem Menster |                                                                          |
| 46  | * Fridesvida | Fryðesweoð | Fryðeswiða | Oxford | Prioria di Santa Fridesvida | Oxenaforda | Oxnaforda |                                                                          |
| 47  | * Brelade | Brangwalatoris | Branwalator | Milton Abbas | Abbazia di Milton | Middeltune | Mideltune | [ note 14 ]                                                              |
| 48  | * Cutmanno di Steyning | Cuðmann | Cuthmannus | Steyning, Sussex | Chiesa dei Santi Andrea e Cutmanno | Stæningum | Stæninge | Vicino al fiume Bramber (Bræmbre/Bremre).                                |
| 49  | * Beocca, * Edoro di Chertsey | Beocca, Edor | Beocca, Edor | Chertsey | Abbazia di Chertsey | Cyrtesige | Ceortesige | E 90 uomini uccisi dai pagani.                                           |
| 50  | Si lof and wuldor haelendum Criste his godnessa in eara worulda world on écnysse, amen! Lode e onore a Cristo Salvatore, la sua bontà sia in tutto il mondo per sempre, amen!         | Si lof and wuldor haelendum Criste his godnessa in eara worulda world on écnysse, amen! Lode e onore a Cristo Salvatore, la sua bontà sia in tutto il mondo per sempre, amen! | Si lof and wuldor haelendum Criste his godnessa in eara worulda world on écnysse, amen! Lode e onore a Cristo Salvatore, la sua bontà sia in tutto il mondo per sempre, amen! | Si lof and wuldor haelendum Criste his godnessa in eara worulda world on écnysse, amen! Lode e onore a Cristo Salvatore, la sua bontà sia in tutto il mondo per sempre, amen! | Si lof and wuldor haelendum Criste his godnessa in eara worulda world on écnysse, amen! Lode e onore a Cristo Salvatore, la sua bontà sia in tutto il mondo per sempre, amen! | Si lof and wuldor haelendum Criste his godnessa in eara worulda world on écnysse, amen! Lode e onore a Cristo Salvatore, la sua bontà sia in tutto il mondo per sempre, amen! | Si lof and wuldor haelendum Criste his godnessa in eara worulda world on écnysse, amen! Lode e onore a Cristo Salvatore, la sua bontà sia in tutto il mondo per sempre, amen! |                                                                          |
| 51  | * Melorio | Melorius | Melorius | Amesbury | Abbazia di Amesbury | Ambresbyrig | Ambresbyrig | [ note 16 ]                                                              |

Note
1. ↑  Liebermann numera le voci del "Secgan" partendo dal titolo. In caso le voci abbiano più luoghi sono state aggiunte delle lettere: #b, ecc... Diversi luoghi custodiscono poi le spoglie di più di un santo, in quel caso, ogni singolo santo è indicato con un asterisco prima del nome.
2. ↑  Inglese antico: þonne resteð Sancte Oswald cyningc on Bebbanbyrig wið þa s?, and his heafod resteð mid sancte Cuðberhte, and his swyrða earma is nú on Bebbanbyrig and his lichama resteð nu on niwan mynstre on Gleaweceastre. 

Il corpo e il braccio destro a Bamburgh, la testa a Durham con san Curberto, il braccio sinistro a Gloucester.
3. ↑  Inglese antico: Sancta Ecgbriht, sancte Wilferð, biscop, sancte Wihtburh. Latino: Sanctusque Ecgbertus, sanctus Wilfridus, episcopus, sanctaque Eihtbuerga
4. ↑  Inglese antico: Sancte Ceadda, sancte Cedde, sancte Ceatta. Latino: Sanctusque Ceadda, sanctus Cedde, sanctus Ceatta
5. ↑  Inglese antico: Sancte Æþered, se cyningc, Sancte Ostryð, sancte Oswoldes. Latino: sanctus Æðælredus rex
6. ↑  Il nome di Botulfo appare due volte in questa lista, venendo indicato una volta come Botulfo di Thorney. Si sa che Medeshamstede è un antico nome di Peterborough, a cui in seguito ci si riferisce anche come 'Burh'. Thorney è una località nelle vicinanze, ma si ritiene che non sia lo stesso posto indicato come 'Burh'. Non è comunque chiaro se questa voce si riferisca allo stesso santo utilizzando un antico nome dello stesso luogo, se si tratti dello stesso santo diviso in due luoghi diversi o se si tratti di due singole persone.
7. ↑  Non elencato nella versione latina.
8. ↑  Monastero degli apostoli Pietro e Paolo.
9. ↑  I nomi tra parentesi sono elencati solamente nella lista presente nel CCCC 201. Lo Stowe 944 e il V in latino alludono semplicemente a "molti altri con essi".
Sia il monastero Vecchio che il Nuovo sono dedicati a san Svitino.
10. ↑  Solo nel V in latino.
11. ↑  Il CCCC 201 in inglese antico include i due nomi tra parentesi e aggiunge: "and fela oðra helgan" (e molti altri santi).
12. ↑  Da questo punto in avanti l'ordine dei due testi in inglese antico diverge. La lista segue l'ordine del CCCC 201.
13. ↑  Soltanto la versione contenuta nel CCCC 201 include questa nota, quelle contenuto nello Stowe 944 e nel V in latino non la riportano.
14. ↑  Nel CCCC 201 si riporta che è qui conservata solo la testa di san Brelade assieme a un braccio di "Samsones".
15. ↑  Benedizione finale presente solamente nel CCCC 201, non nello Stowe 944 né nel V in latino.
16. ↑  Presente solo nelle versioni contenute nello Stow 944 e nel V in latino. Questo è l'unico luogo non presente nella versione del CCCC 201.